# Amy Fay
Amy Fay (1844 – 1928) è stata una pianista statunitense.

## Biografia
Nipote del musicista statunitense Charles Jerome Hopkins, ebbe la sua formazione musicale in Europa, dove studiò pianoforte con Ludwig Deppe e Carl Tausig. Fu la prima ad accennare al metodo innovativo di Deppe nel campo della tecnica pianistica nel libro Music Study in Germany, pubblicato a Chicago nel 1880.